# Deutsch-Koreanische Industrie- und Handelskammer

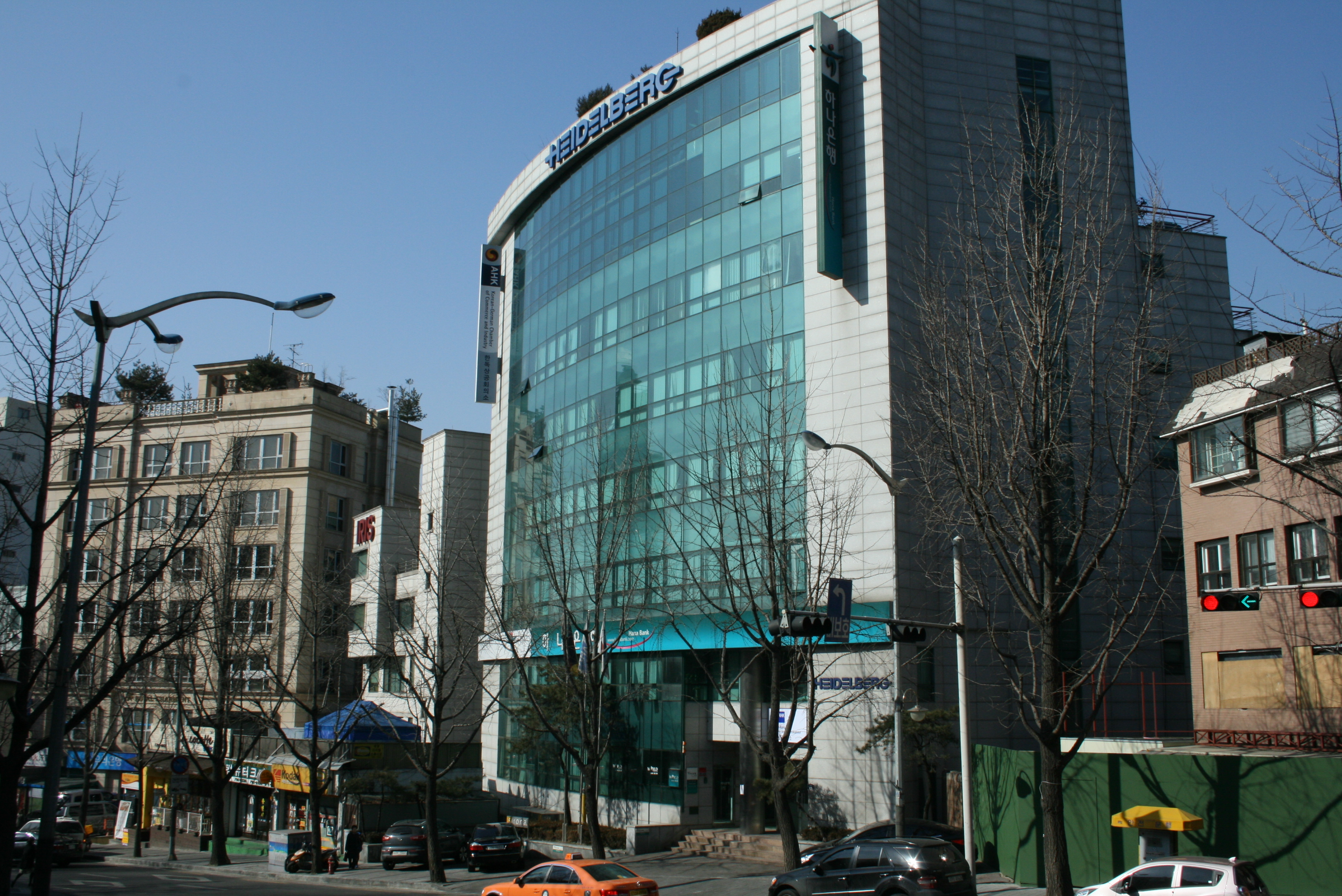
Sitz der AHK Korea in Seoul

Die Deutsch-Koreanische Industrie- und Handelskammer (kurz AHK Korea, engl. Korean-German Chamber of Commerce and Industry, kurz KGCCI, kor. 한독상공회의소 Handok Sanggonghoeuiso) in Seoul ist Teil des Netzes der deutschen Auslandshandelskammern. Sie vertritt, im Auftrag der Bundesrepublik Deutschland, die deutsche Wirtschaft mit dem Ziel der Außenwirtschaftsförderung im Wirtschaftsverkehr zwischen Südkorea und Deutschland. Sie besteht in ihrer derzeitigen Form seit 1981 und ist neben der Deutschen Botschaft und Germany Trade and Invest (GTAI) die zentrale Säule der deutschen Außenwirtschaftsförderung in Korea. Die Deutsch-Koreanische Auslandshandelskammer arbeitet eng mit den deutschen Industrie- und Handelskammern (IHK) sowie mit dem Deutschen Industrie- und Handelskammertag (DIHK) zusammen.

## Organisation
Die Kammer hat den Rechtsstatus einer juristischen Person. Deutscher Vorsitzender der AHK Korea ist seit Holger Gerrmann, Representative Director/CEO von Porsche Korea, das Amt der koreanischen Vorsitzenden wird durch Hyun-Nam Park, Branch Manager der Deutsche Bank AG Seoul, bekleidet. Oberstes Organ der Kammer ist die Mitgliederversammlung. Der von ihr gewählte Vorstand bestimmt die Arbeitsschwerpunkte der AHK und bereitet die Beschlüsse der Mitgliederversammlung vor. Martin Henkelmann ist aktuell (Stand 2024) als Geschäftsführer für die Ausführung der laufenden Geschäfte der AHK Korea verantwortlich.

## Aufgaben
Die Aufgaben der AHK Korea teilen sich in drei Bereiche: Sie ist Dienstleister, Mitgliederorganisation und Akteur der deutschen Außenwirtschaftsförderung, der als Bindeglied zwischen der deutschen und koreanischen Wirtschaft operiert. Daher unterstützt sie Unternehmen bei ihrer Suche nach neuen Absatzmärkten und Partnern in beiden Ländern und ist somit gleichermaßen Handelskammer und Unternehmensberatung sowie Mitgliederorganisation und kompetenter Dienstleistungsanbieter. Weitere wichtige Aufgaben sind die Aus- und Weiterbildung nach deutschem Vorbild einzuführen und auszubauen.

### Außenwirtschaftsförderung
Die AHK Korea ist die zentrale Stelle der deutschen Außenwirtschaftsförderung in Südkorea und wird vom Bundesministerium für Wirtschaft und Energie (BMWi) anteilig gefördert. Sie unterstützt die bilateralen Wirtschaftsbeziehungen durch Informations- und Öffentlichkeitsarbeit, Aufbau und Pflege von Netzwerken sowie Betreuung und Vertretung deutscher Wirtschaftsinstitutionen. Die Unterstützung von Unternehmen steht dabei im Mittelpunkt ihrer Arbeit, aber auch Standortwerbung für Deutschland und eine Reihe anderer Aufgaben, wie die Identifizierung relevanter Entwicklungen und Zukunftsthemen gehören dazu.

### KGCCI DEinternational Ltd.
KGCCI DEinternational Ltd. ist die Dienstleistungtochtergesellschaft der AHK Korea. Unter dieser werden kommerzielle Dienstleistungen unter dem Dach der Auslandshandelskammern an angeboten. Ein Team von dreisprachigen Beratern (Deutsch, Koreanisch, Englisch) organisiert Geschäftsdelegationen und Markterkundungsreisen, vertritt deutsche Messegesellschaften und bietet Unterstützung beim bilateralen Markteintritt, berufliche Fortbildungen, Office-in-Office und andere Dienstleistungen an.

### Mitgliederorganisation
Die AHK Korea ist traditionell auch eine Mitgliederorganisation. Knapp 500 Mitglieder schaffen auf der Basis einer freiwilligen Mitgliedschaft eine Vernetzung zur Förderung von Informations- und Erfahrungsaustausch sowie Partnersuche. Darüber hinaus bietet die AHK Korea ihren Mitgliedern ein breites Spektrum an Informationsveranstaltungen, Arbeitskreisen und Plattformen zum Austausch und Networking. Mitglieder können Organisationen und Individuen jedweder Nationalität werden.

## Messevertretungen
Die AHK Korea vertritt große Messeplätze in Deutschland wie z. B. die Messe Stuttgart, die Messe Berlin, die IAA Frankfurt, die Spielwarenmesse Nürnberg und die Intersolar. Aussteller, Besucher, Medien sowie Ex- und Importeure werden über alle Fragen einer Messepräsenz beraten.

## Publikationen
Die Kammer veröffentlicht regelmäßig Publikationen zu aktuellen wirtschaftlichen Themen. Das quartalsweise erscheinende Wirtschaftsmagazin KORUM mit aktuellen Marktinformationen und Mitgliedernews wird von verschiedenen Publikationen, wie dem jährlichen CSR Report of German Companies in Korea und dem Wirtschaftsführer Korea auf einen Blick ergänzt. Ebenso wird den Mitgliedern wöchentlich ein Kammernewsletter zugesandt, welcher über alle aktuellen und wichtigen Wirtschaftsthemen und -meldungen der Woche informiert.

## Events
Die AHK Korea veranstaltet jährlich ca. 50 Events für ihre Mitglieder und Kunden. Darunter zählen zum Beispiel Unternehmer- und Delegationsreisen, Seminare und Plattformveranstaltungen, sowie ein traditionelles  Gänse- und Spargelessen. Auf den Events bietet sich die Gelegenheit andere Mitgliedsunternehmen und Unternehmensvertreter kennenzulernen und Kontakte aufzubauen bzw. zu pflegen.